# James Bond
| Országok, ahol James Bond járt valamelyik filmjében, illetve ahol a filmet is forgatták Országok, ahol James Bond járt valamelyik filmjében, de a filmet nem ott forgatták Országok, ahol forgattak Bond-filmet, de Bond nem járt ott a filmben |

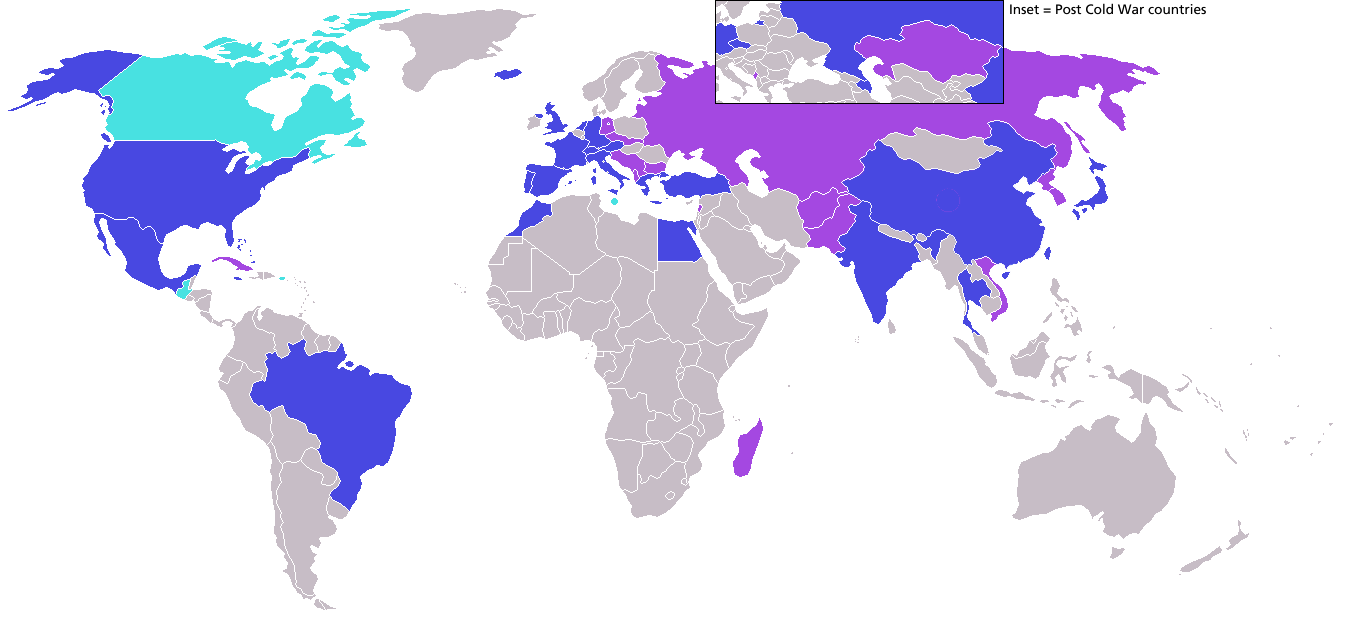
A James Bond-filmek helyszínei

James Bond, más néven a 007-es ügynök egy kitalált brit kém, akinek a figuráját Ian Fleming író alkotta meg 1953-ban. Hőse nevét James Bond philadelphiai ornitológustól kölcsönözte. Fleming számos regényt és novellát írt hőse kalandjairól. 1964-es halálát követően más írók, mint Kingsley Amis (álneve „Robert Markham”), John Pearson, John Gardner, Raymond Benson és Charlie Higson folytatták a sorozatot. Ezenkívül Christopher Wood írt két forgatókönyv-változatot, és néhány nem hivatalos feldolgozás is született.
Bár eredetileg a regények által vált híressé, James Bondot a legtöbben az EON Productions filmsorozatából ismerik.

## Cselekmény
Bond feladata leginkább nagy hatalmú, kiterjedt bűnözői szindikátusok és azok vezetőinek likvidálása, akik világuralomra törnek, vagy a világot jelentősen befolyásoló sötét üzelmekbe kezdenek, illetve olyan dúsgazdag mágnásoké, akik az anyagi helyzetükből fakadó hatalommal visszaélve szintén globális monopóliumra törnek saját érdekeltségükben, gyilkosságoktól és egyéb bűncselekményektől sem visszariadva. Az agresszoroknak mindig van kapcsolatuk az alvilággal és/vagy ellenséges titkosszolgálatokkal, így Bond képességeire van szükség a problémák megszüntetéséhez, főleg mivel legtöbbször „diszkréten” kell azokat megoldani. Jellemző még a történetekre, hogy Bond útja legtöbbször különböző nagyvilági luxusmiliőbe is elvezet, mivel rendszerint a kulcsemberek is ezekben a körökben forgolódnak, de Bond abszolút otthonosan mozog bennük, visszatérő példa erre a pezsgők, borok, konyakok évjárat szerinti ismerete (és élvezete). Ennek oka, hogy Fleming maga is kedvelte a luxust és a kulináris élvezeteket, ezért ezekkel a tulajdonságokkal felruházta hősét is.

## James Bond a filmvásznon
Az EON Productions 25 filmet gyártott vele, valamint készült két függetlenül forgatott film, továbbá egy tévéfilm is Fleming első regénye alapján. Sokan csak az előbbi 25 filmet tekintik „hivatalosnak”. 1974-ig Albert R. Broccoli és Harry Saltzman készítették ezek legtöbbjét, amikor is Broccoli lett az egyedüli producer. Broccoli halálát követően 1995 után a lánya, Barbara Broccoli és mostohafia, Michael G. Wilson folytatták a filmek készítését. Wilson amúgy több Bond-film kisebb szerepeit is eljátszotta.
2025 februárjában Barbara Broccoli és Michael G. Wilson is bejelentették, hogy hosszú évtizedek után kiszállnak a Bond-franchise-ból, ennek oka, hogy a filmeket gyártó MGM stúdiót 2022 márciusában megvette az Amazon, és az immár Amazon MGM Studios bővíteni szerette volna Bond portfólióját spin-off történetekkel és sorozatokkal, amit mindketten visszautasítottak. Ezek után igencsak kérdéses lett a franchise sorsa.
1962-től kezdve eddig összesen hat színész alakította Bondot a hivatalos sorozatban, származásukat tekintve javarészt britek. A kivételek: George Lazenby (ausztrál) és Pierce Brosnan (ír).
Kronológiai sorrendben:
- Sean Connery (magyar hangja: Vass Gábor)
- George Lazenby (magyar hangja: Csernák János)
- Roger Moore (magyar hangja: Láng József)
- Timothy Dalton (magyar hangja: Kovács István, Fülöp Zsigmond, Selmeczi Roland)
- Pierce Brosnan (magyar hangja: Kautzky Armand)
- Daniel Craig (magyar hangja: Stohl András)

Bár az idők során amerikai színészek is szóba kerültek Bond szerepére, egyiküknek sem sikerült eljátszania, így mostanra „hagyománnyá” vált, hogy Bondot csak a brit korona országaiból származó színész játszhatja el.
A filmek jellegzetes nyitánya az ellenség pisztolycsövének perspektívája (Gun Barrel): feltűnik egy fehér kör, ami egy Bondot célba vevő, huzagolt fegyvercső, de ő hirtelen szembefordul, lő és a képet elárasztja a lefolyó vér. Ezután egy mozgalmas előzmény következik, majd a főcím a külön a filmhez írt főcímdallal (erről lásd még lentebb), amiben lenge öltözetű nők, fegyverek, és más, az adott film témájába vágó motívumok színes összeállítása sorjázik. Ezeket Maurice Binder látványtervező találta ki, amik idővel szintén a sorozat védjegyeivé váltak. (Daniel Craig első három filmjénél az „újítás jegyében" máshova került a pisztolycsöves motívum, ettől eltekintve az előzmény és a főcím maradt. Előzmény csak a legelső Bond-filmből, a Dr. No-ból hiányzik, ahogy a saját főcímdal is.)

## Egyéb produkciók
Regényeken és filmeken kívül James Bond feltűnt több videójátékban és képregényben, továbbá gyakori tárgya a paródiáknak. Ez utóbbit a figura kirívó hiteltelensége okozta olyan gyakori esetekben, amikor bármilyen vonzó nőt képes elcsábítani, mert nőkből eleve csak vonzókkal találkozik, vagy amikor a nagypolgári környezetben élvezi a luxuslétet, mintha nem is kellene a feladatára figyelnie, ugyanakkor ritkábban látható olyan életszerű helyzetben, mint például megfigyelés. Emiatt az a téves képzet alakult ki a Bond-filmek kapcsán, hogy az igazi titkosügynökök munkája is ilyen, később pedig a karaktert övező rajongás már iróniába is átfordult, amiből egyenesen következett a karakter kifigurázása, például az Austin Powers-filmekkel, de direkt parodizálások voltak a korábbi Bond-szereplőkkel, például a Pierce Brosnan szereplésével készült reklámokban, vagy Roger Moore szereplésével az Ágyúgolyó futam c. filmben.
2018-ban 007 Elements elnevezéssel hegycsúcsba vájt filminstalláció kiállítást, egyfajta James Bond-múzeumot nyitottak az ausztriai Söldenben, a Spectre – A Fantom visszatér forgatási helyszíne közelében. A történelmi értékkel bíró filmes installációt az Európai Filmakadémia 2021-ben felvette az európai filmkultúra kincseinek lajstromára, mivel fenntartását és a jövő generációi számára történő megőrzését fontosnak tartja.

## Jellemrajza
James Bond a brit hírszerzéssel foglalkozó ügynökség, az MI6 (Military Intelligence Section 6 – Katonai Hírszerzés 6-os részleg), más néven SIS (Secret Intelligence Service) nulla-nullás besorolású ügynöke. A cég fedőneve korábban Universal Exports volt. A dupla nullás besorolású ügynököknek különleges engedélyük van: embert ölhetnek a küldetés sikerének érdekében, külön parancs nélkül, saját megítélésük alapján.
Bond hátterét részben Fleming leírásaiból, részben a filmekben elhangzó utalások alapján lehet megismerni. Andrew Bond és Monique Delacroix gyermekeként született, apja egy skót fegyvergyár külterületi képviselője volt. Bond tizenegy éves korában vesztette el szüleit, amikor szakadékba zuhantak egy hegymászótúra során Chamonix közelében. Ezután nagynénje, Charmian Bond nevelte. Később Cambridge-ben tanult, majd a Brit Királyi Haditengerészetnél szolgált, s valamikor ezt követően vált belőle kém. Eredeti személyleírása szerinti magassága 183 cm, súlya 76 kg; testalkata karcsú, haja fekete, szeme kék. Jobb arcán függőleges sebhely látható, bár az első filmekben a sebhely a hátán van. Kitűnő sportoló, nagyszerű céllövő, bokszoló, értője a közelharcnak, mestere a késdobásnak. Az angol mellett németül és franciául beszél, illetve a filmekben néha más nyelveken is megszólal. A regényben erős dohányos, a filmekben idővel egyre ritkábban gyújt rá. Kedveli a szerencsejátékot, valamint mértékkel az alkoholt, és nagy hódolója a nőknek. A filmekben néha rövid időre mások bőrébe bújik, amúgy viszont mindig önmagát adja. Provokatív viselkedésű, s gyakran ironizál. Fedőneve a „007-es”.

## Egyéb szereplők

### M
Bond főnöke, a titkosszolgálat – fedőnevén Universal Exports – igazgatója, aki a különböző küldetésekre küldi Bondot, gyakran a miniszterelnök vagy a hadügyminiszter közvetlen utasítására. Nem egyszer vitázik vagy kerül ellentétbe Bonddal egy ügy megoldása kapcsán, de alapvetően kedveli Bondot, már csak a hatékonysága miatt is.
Eddigi megformálói a filmekben:
- Bernard Lee (magyar hangja: Makay Sándor, Bács Ferenc)
- Edward Fox (magyar hangja Holl Nándor)
- Robert Brown (magyar hangja: Cs. Németh Lajos, Kun Vilmos)
- Judi Dench (magyar hangja: Moór Marianna, Schubert Éva, Tímár Éva)
- Ralph Fiennes (magyar hangja: Csankó Zoltán, Forgács Péter)

### Q
Q-t Boothroyd őrnagyként is ismerhetjük, ő az ellátmányos osztály főnöke, aki rendszerint ellátja Bondot valamilyen átlagos használati tárgynak tűnő, különleges eszközzel. Ezek legtöbbször jeladóval, robbanószerekkel, fegyverekkel, golyóálló vagy más funkcióval felvértezett holmik, mint pl. autó, aktatáska, karóra, toll. Az adott történetben kapott eszközt természetesen módjában is lesz kipróbálni. Q és Bond között alapvetően baráti a viszony, csak akkor neheztel Bondra, amikor az az eszközeivel kezd el játszadozni a műhelyében, vagy a kapott felszerelést tönkreteszi a bevetés során.
Eddigi megformálói filmen:
- Desmond Llewelyn 1963-tól egészen 1999-es haláláig játszotta[6] (magyar hangja leggyakrabban Kun Vilmos, de rendszeresen szinkronizálja még őt Versényi László, Dobránszky Zoltán és Szokolay Ottó is)
- Peter Burton
- Alec McCowen (magyar hangja Kajtár Róbert)
- John Cleese (magyar hangja Barbinek Péter, Balázs Péter)
- Ben Whishaw (magyar hangja Szatory Dávid)

### Miss Moneypenny
M titkárnője, aki gyakran flörtöl Bonddal, és ez sokszor nem is marad viszonzatlan, bár a vonzalmuk megmarad a szavak szintjén. Ilyenkor M rendszerint kiszól telefonon a titkárnőjének, tudván, hogy feltartja emberét és gyorsan véget vet a csevegésnek. Moneypenny ismeri Bond számtalan nőügyét, emiatt sokszor tesz erre célzó, humoros, kétértelmű megjegyzéseket.
Eddigi megformálói filmen:
- Lois Maxwell (magyar hangja leggyakrabban Vennes Emmy, de sokszor szólal meg Kútvölgyi Erzsébet hangján is)
- Pamela Salem (magyar hangja Koffler Gizi)
- Caroline Bliss (magyar hangja Huszárik Kata)
- Samantha Bond (magyar hangja Kocsis Mariann)
- Naomie Harris (magyar hangja Nádasi Veronika)

### Bill Tanner
M asszisztense és helyettese, aki amolyan különleges titkári pozícióban dolgozik közvetlenül M alatt. Korábban ritkán tűnt fel a filmekben, később vált gyakori visszatérő szereplővé.
Eddigi megformálói filmen:
- Michael Goodliffe (magyar hangja Safranek Károly)
- James Villiers (magyar hangja Tarján Péter)
- Michael Kitchen (magyar hangja Végvári Tamás)
- Rory Kinnear (magyar hangja Dolmány Attila)

### Felix Leiter
Bond CIA-s kollégája, aki elsősorban akkor segít Bondnak, ha annak Amerikában akad dolga. Felix is ismeri Bond életvitelét, így ő is szokott néha megjegyzéseket tenni rá. Jó szándékú karakter, de nem olyan dörzsölt, mint Bond.
Felixet játszotta el eddig a legtöbb színész, összesen nyolc:
- Jack Lord (magyar hangja Végh Péter)
- Cec Linder (magyar hangja Konrád Antal)
- Rik Van Nutter (magyar hangja Melis Gábor)
- Norman Burton (magyar hangja Rajhona Ádám)
- David Hedison (magyar hangja Kovács István (Élni és halni hagyni) illetve Rosta Sándor (A magányos ügynök)
- Bernie Casey (magyar hangja Orosz István)
- John Terry (magyar hangja Kőszegi Ákos)
- Jeffrey Wright (magyar hangja Jantyik Csaba, később Rába Roland)

## James Bond-filmek

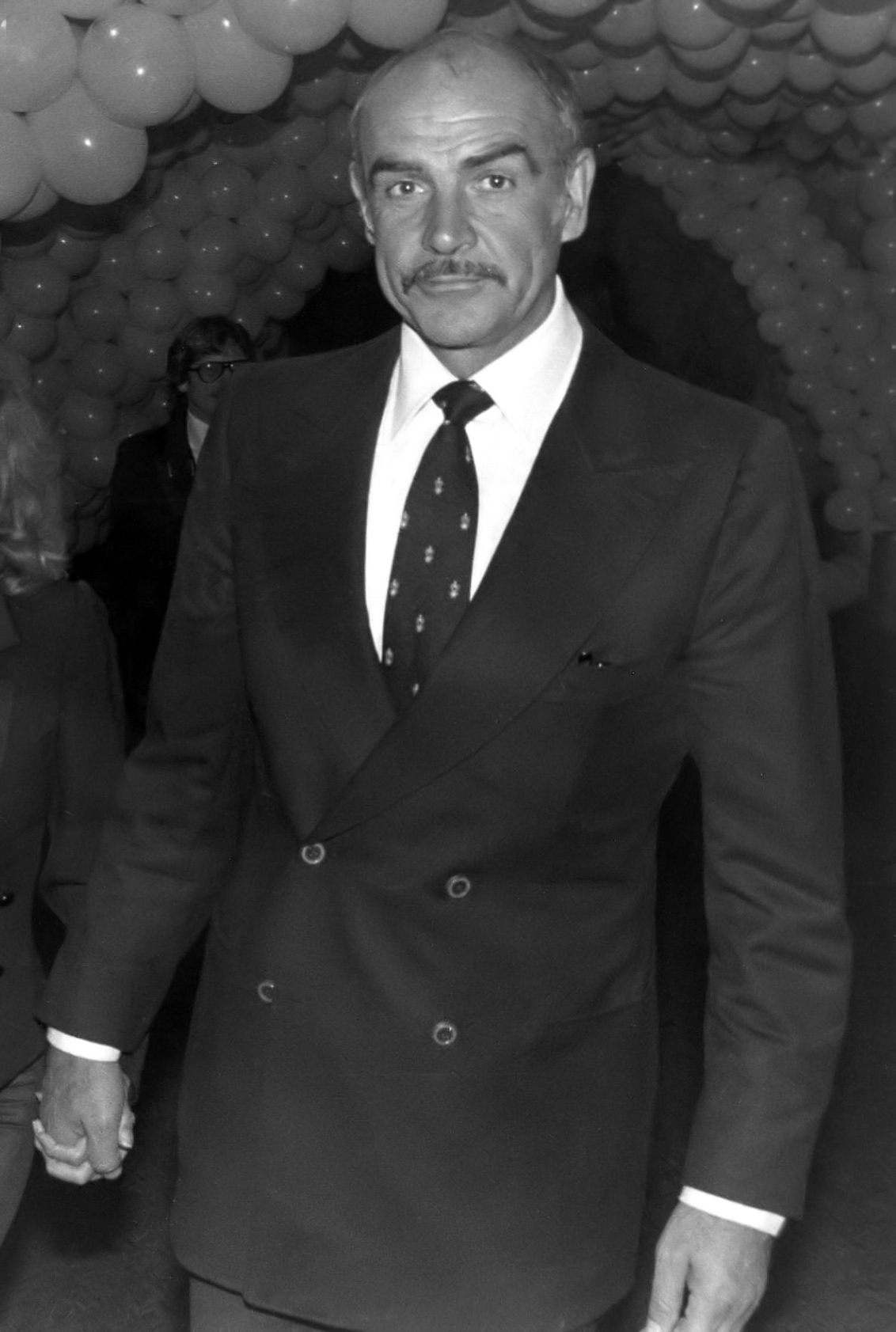
Sean Connery
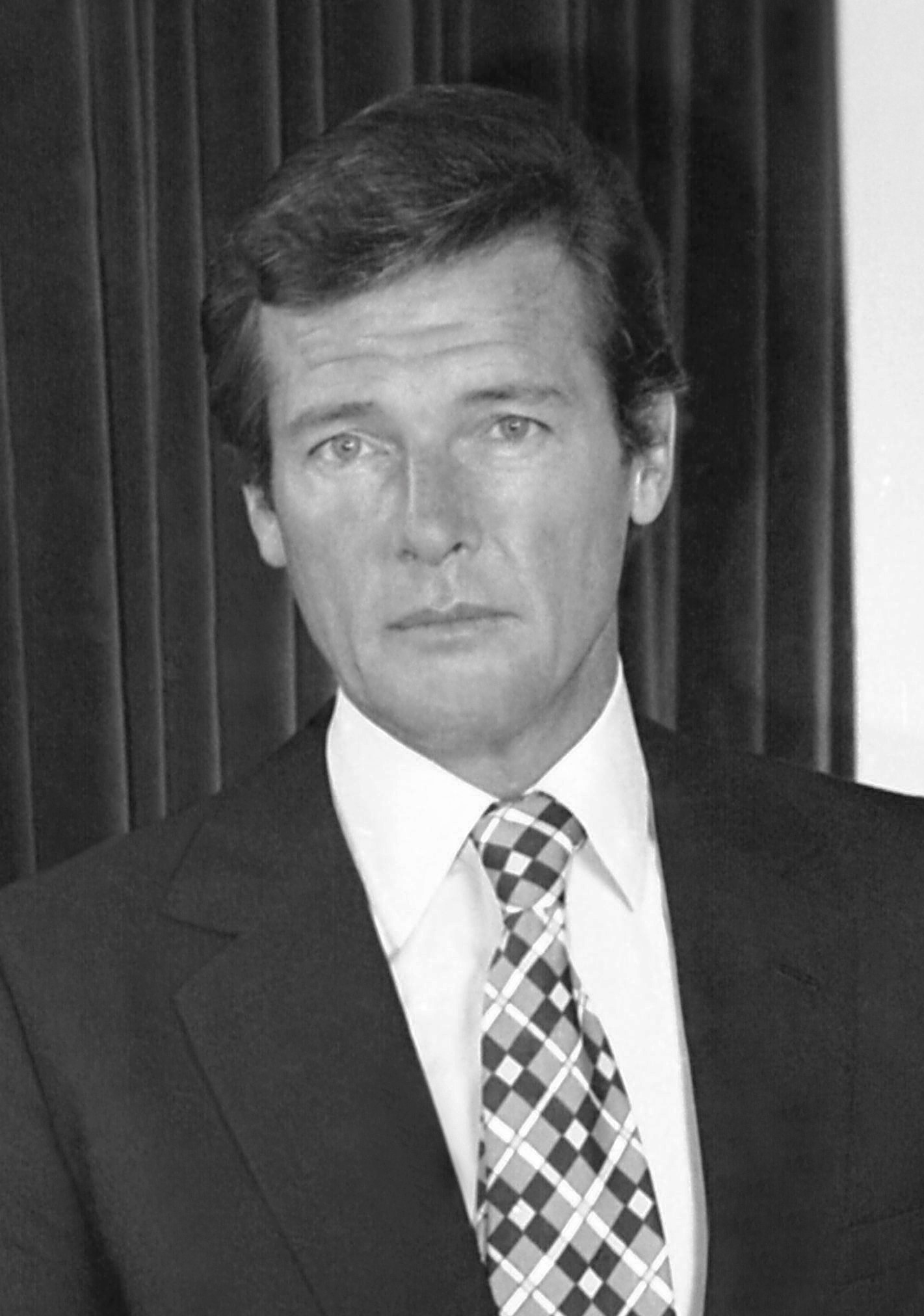
Roger Moore
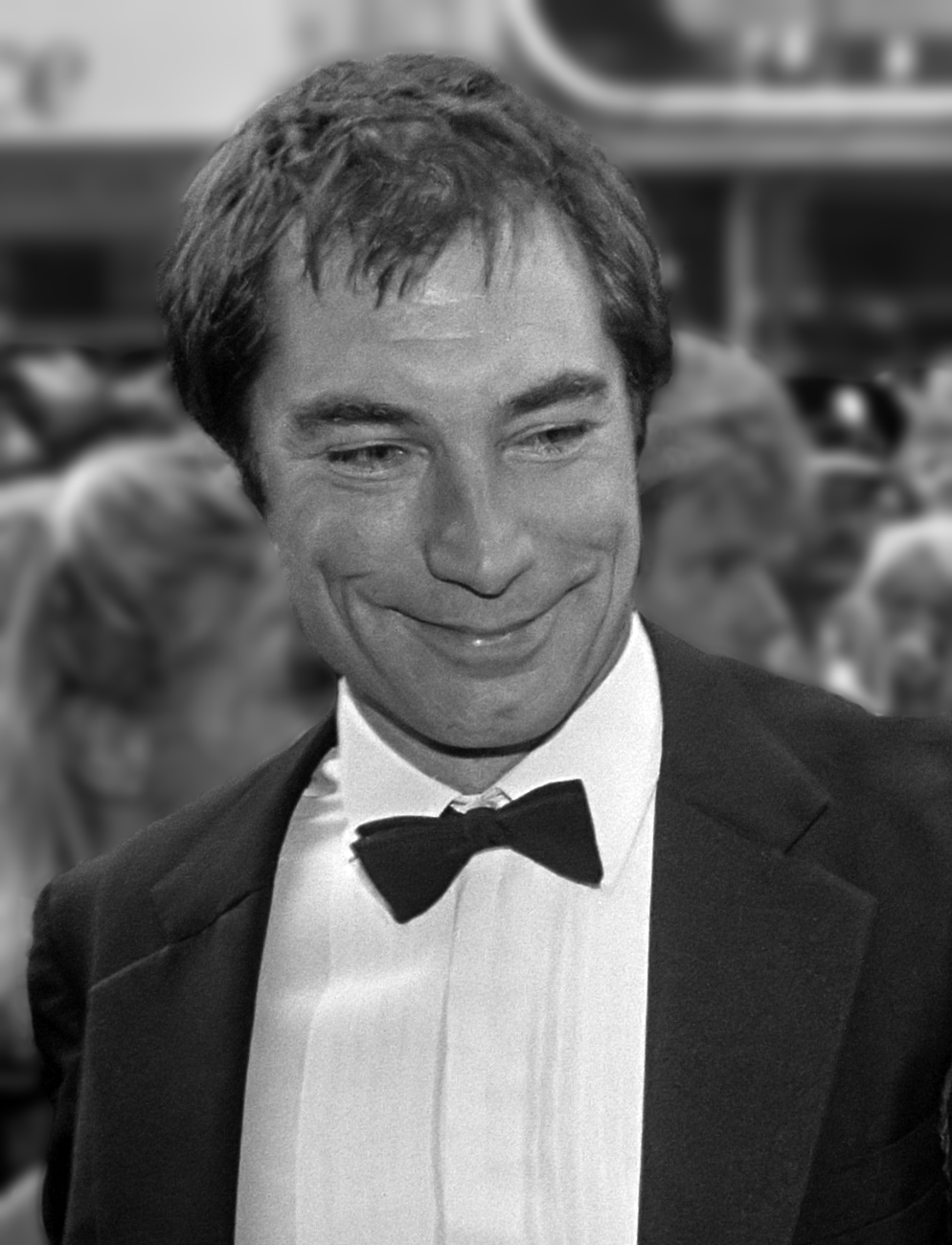
Timothy Dalton
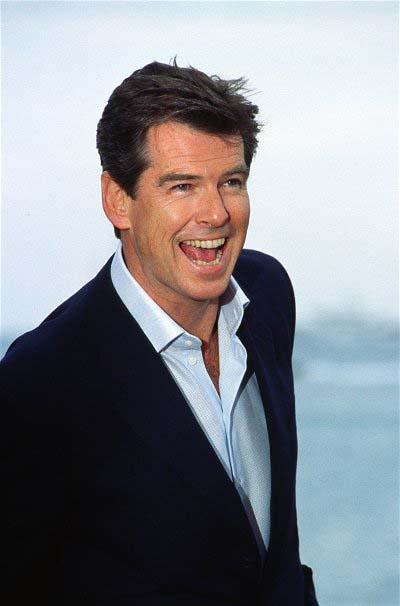
Pierce Brosnan
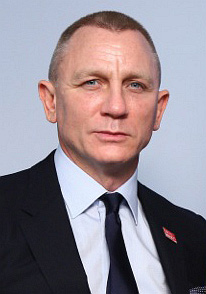
Daniel Craig

| #   | Eredeti cím                     | Magyar cím                    | Év   | James Bond     | Q                                                         | M                          | Ms. Moneypenny  | Rendező              | Forgatókönyvíró                                            | Zeneszerző      | Operatőr                 |
| --- | ------------------------------- | ----------------------------- | ---- | -------------- | --------------------------------------------------------- | -------------------------- | --------------- | -------------------- | ---------------------------------------------------------- | --------------- | ------------------------ |
| –   | Casino Royale (TV)              | Casino Royale                 | 1954 | Barry Nelson   | –                                                         | –                          | –               | William H. Brown Jr. |                                                            |                 |                          |
| 1.  | Dr. No                          | Dr. No                        | 1962 | Sean Connery   | Peter Burton (Boothroyd őrnagyként)                       | Bernard Lee                | Lois Maxwell    | Terence Young        | Richard Maibaum, Joanna Harwood, Berkely Mather            | Monty Norman    | Ted Moore                |
| 2.  | From Russia with Love           | Oroszországból szeretettel    | 1963 | Sean Connery   | Desmond Llewelyn (Itt még ő is csak Boothroyd őrnagyként) | Bernard Lee                | Lois Maxwell    | Terence Young        | Richard Maibaum                                            | John Barry      | Ted Moore                |
| 3.  | Goldfinger                      | Goldfinger                    | 1964 | Sean Connery   | Desmond Llewelyn                                          | Bernard Lee                | Lois Maxwell    | Guy Hamilton         | Richard Maibaum, Paul Dehn                                 | John Barry      | Ted Moore                |
| 4.  | Thunderball                     | Tűzgolyó                      | 1965 | Sean Connery   | Desmond Llewelyn                                          | Bernard Lee                | Lois Maxwell    | Terence Young        | Richard Maibaum                                            | John Barry      | Ted Moore                |
| –   | Casino Royale (filmszatíra)     | Casino Royale                 | 1967 | David Niven    | Geoffrey Bayldon                                          | John Huston                | Barbara Bouchet | Több rendező         |                                                            |                 |                          |
| 5.  | You Only Live Twice             | Csak kétszer élsz             | 1967 | Sean Connery   | Desmond Llewelyn                                          | Bernard Lee                | Lois Maxwell    | Lewis Gilbert        | Roald Dahl                                                 | John Barry      | Freddie Young            |
| 6.  | On Her Majesty's Secret Service | Őfelsége titkosszolgálatában  | 1969 | George Lazenby | Desmond Llewelyn                                          | Bernard Lee                | Lois Maxwell    | Peter R. Hunt        | Richard Maibaum                                            | John Barry      | Michael Reed             |
| 7.  | Diamonds Are Forever            | Gyémántok az örökkévalóságnak | 1971 | Sean Connery   | Desmond Llewelyn                                          | Bernard Lee                | Lois Maxwell    | Guy Hamilton         | Richard Maibaum, Tom Mankievicz                            | John Barry      | Ted Moore                |
| 8.  | Live and Let Die                | Élni és halni hagyni          | 1973 | Roger Moore    | –                                                         | Bernard Lee                | Lois Maxwell    | Guy Hamilton         | Tom Mankievicz                                             | George Martin   | Ted Moore                |
| 9.  | The Man With The Golden Gun     | Az aranypisztolyos férfi      | 1974 | Roger Moore    | Desmond Llewelyn                                          | Bernard Lee                | Lois Maxwell    | Guy Hamilton         | Richard Mibaum, Tom Mankievicz                             | John Barry      | Ted Moore, Oswald Morris |
| 10. | The Spy Who Loved Me            | A kém, aki szeretett engem    | 1977 | Roger Moore    | Desmond Llewelyn                                          | Bernard Lee                | Lois Maxwell    | Lewis Gilbert        | Richard Maibaum, Christopher Wood                          | Marvin Hamlisch | Claude Renoir            |
| 11. | Moonraker                       | Moonraker – Holdkelte         | 1979 | Roger Moore    | Desmond Llewelyn                                          | Bernard Lee                | Lois Maxwell    | Lewis Gilbert        | Christopher Wood                                           | John Barry      | Jean Tournier            |
| 12. | For Your Eyes Only              | Szigorúan bizalmas            | 1981 | Roger Moore    | Desmond Llewelyn                                          | –                          | Lois Maxwell    | John Glen            | Richard Maibaum, Michael G. Wilson                         | Bill Conti      | Alan Hume                |
| 13. | Octopussy                       | Polipka                       | 1983 | Roger Moore    | Desmond Llewelyn                                          | Robert Brown               | Lois Maxwell    | John Glen            | George MacDonald Fraser, Richard Maibaum, Michael G.Wilson | John Barry      | Alec Mills               |
| –   | Never Say Never Again           | Soha ne mondd, hogy soha      | 1983 | Sean Connery   | Alec McCowen                                              | Edward Fox                 | Pamela Salem    | Irvin Kershner       | Kevin McClory                                              | Michel Legrand  | Douglas Slocombe         |
| 14. | A View to a Kill                | Halálvágta                    | 1985 | Roger Moore    | Desmond Llewelyn                                          | Robert Brown               | Lois Maxwell    | John Glen            | Richard Maibaum, Michael G. Wilson                         | John Barry      | Alan Hume                |
| 15. | The Living Daylights            | Halálos rémületben            | 1987 | Timothy Dalton | Desmond Llewelyn                                          | Robert Brown               | Caroline Bliss  | John Glen            | Richard Maibaum, Michael G. Wilson                         | John Barry      | Alec Mills               |
| 16. | Licence to Kill                 | A magányos ügynök             | 1989 | Timothy Dalton | Desmond Llewelyn                                          | Robert Brown               | Caroline Bliss  | John Glen            | Richard Maibaum, Michael G. Wilson                         | Michael Kamen   | Alec Mills               |
| 17. | GoldenEye                       | Aranyszem                     | 1995 | Pierce Brosnan | Desmond Llewelyn                                          | Judi Dench                 | Samantha Bond   | Martin Campbell      | Michel France, Jeffrey Caine, Bruce Feirstein              | Eric Serra      | Phil Meheux              |
| 18. | Tomorrow Never Dies             | A holnap markában             | 1997 | Pierce Brosnan | Desmond Llewelyn                                          | Judi Dench                 | Samantha Bond   | Roger Spottiswoode   | Bruce Feirstein                                            | David Arnold    | Robert Elswit            |
| 19. | The World is Not Enough         | A világ nem elég              | 1999 | Pierce Brosnan | Desmond Llewelyn / John Cleese (még R-ként)               | Judi Dench                 | Samantha Bond   | Michael Apted        | Neal Purvis, Robert Wade                                   | David Arnold    | Adrian Biddle            |
| 20. | Die Another Day                 | Halj meg máskor               | 2002 | Pierce Brosnan | John Cleese                                               | Judi Dench                 | Samantha Bond   | Lee Tamahori         | Neal Purvis, Robert Wade                                   | David Arnold    | David Tattersall         |
| 21. | Casino Royale                   | Casino Royale                 | 2006 | Daniel Craig   | –                                                         | Judi Dench                 | –               | Martin Campbell      | Neal Purvis, Robert Wade, Paul Haggis                      | David Arnold    | Phil Meheux              |
| 22. | Quantum of Solace               | A Quantum csendje             | 2008 | Daniel Craig   | –                                                         | Judi Dench                 | –               | Marc Forster         | Neal Purvis, Robert Wade, Paul Haggis                      | David Arnold    | Roberto Schaefer         |
| 23. | Skyfall                         | Skyfall                       | 2012 | Daniel Craig   | Ben Whishaw                                               | Judi Dench / Ralph Fiennes | Naomie Harris   | Sam Mendes           | Neal Purvis, Robert Wade, John Logan                       | Thomas Newman   | Roger Deakins            |
| 24. | Spectre                         | Spectre – A Fantom visszatér  | 2015 | Daniel Craig   | Ben Whishaw                                               | Ralph Fiennes              | Naomie Harris   | Sam Mendes           | Neal Purvis, Robert Wade, John Logan                       | Thomas Newman   | Hoyte van Hoytema        |
| 25. | No Time to Die                  | Nincs idő meghalni            | 2021 | Daniel Craig   | Ben Whishaw                                               | Ralph Fiennes              | Naomie Harris   | Cary Joji Fukunaga   | Neal Purvis, Robert Wade                                   | Hans Zimmer     | Linus Sandgren           |

- Sean Connery
- Roger Moore
- Timothy Dalton
- Pierce Brosnan
- Daniel Craig

## Bond-lányok
| Színésznő          | Szerep                       | Film                          | Magyar hang        | Kora a film idején |
| ------------------ | ---------------------------- | ----------------------------- | ------------------ | ------------------ |
| Eunice Gayson      | Sylvia Trench                | Dr. No                        | Prókay Annamária   | 31                 |
| Eunice Gayson      | Sylvia Trench                | Oroszországból szeretettel    | Prókay Annamária   | 32                 |
| Ursula Andress     | Honey Ryder                  | Dr. No                        | Söptei Andrea      | 26                 |
| Zena Marshall      | Miss Taro                    | Dr. No                        | Orosz Anna         | 37                 |
| Daniela Bianchi    | Tatyjana Romanova            | Oroszországból szeretettel    | Kovács Nóra        | 21                 |
| Aliza Gur          | Vida                         | Oroszországból szeretettel    | nem beszél         | 20                 |
| Martine Beswick    | Zora                         | Oroszországból szeretettel    | nem beszél         | 22                 |
| Honor Blackman     | Pussy Galore                 | Goldfinger                    | Császár Angela     | 37                 |
| Tania Mallet       | Tilly Masterson              | Goldfinger                    | Csomor Csilla      | 23                 |
| Shirley Eaton      | Jill Masterson               | Goldfinger                    | Kiss Erika         | 27                 |
| Claudine Auger     | Dominique Derval / Domino    | Tűzgolyó                      | Egri Kati          | 23                 |
| Molly Peters       | Patricia Fearing             | Tűzgolyó                      | Prókai Annamária   | 23                 |
| Luciana Paluzzi    | Fiona Volpe                  | Tűzgolyó                      | Zakariás Éva       | 28                 |
| Akiko Vakabajasi   | Aki                          | Csak kétszer élsz             | Györgyi Anna       | 26                 |
| Mie Hama           | Kissy Suzuki                 | Csak kétszer élsz             | Kocsis Judit       | 24                 |
| Karin Dor          | Helga Brandt                 | Csak kétszer élsz             | Andai Györgyi      | 29                 |
| Diana Rigg         | Teresa (Tracy) Di Vicenzo    | Őfelsége titkosszolgálatában  | Kocsis Mariann     | 31                 |
| Angela Scoular     | Ruby                         | Őfelsége titkosszolgálatában  | Farkasinszky Edit  | 24                 |
| Catherine Schell   | Nancy                        | Őfelsége titkosszolgálatában  | Virághalmy Judit   | 25                 |
| Jill St. John      | Tiffany Case                 | Gyémántok az örökkévalóságnak | Vándor Éva         | 31                 |
| Lana Wood          | Plenty O’Toole               | Gyémántok az örökkévalóságnak | Tátrai Zita        | 25                 |
| Gloria Hendry      | Rosie Carver                 | Élni és halni hagyni          | Kocsis Judit       | 24                 |
| Jane Seymour       | Solitaire                    | Élni és halni hagyni          | Kiss Virág         | 22                 |
| Britt Ekland       | Mary Goodnight               | Az aranypisztolyos férfi      | Varga Klára        | 32                 |
| Maud Adams         | Andrea Anders                | Az aranypisztolyos férfi      | Kerekes Viktória   | 29                 |
| Maud Adams         | Octopussy                    | Polipka                       | Kerekes Viktória   | 38                 |
| Barbara Bach       | Ánya Amaszova                | A kém, aki szeretett engem    | Bíró Anikó         | 30                 |
| Caroline Munro     | Naomi                        | A kém, aki szeretett engem    | Balogh Anikó       | 27                 |
| Lois Chiles        | Holly Goodhead               | Moonraker                     | Balogh Erika       | 32                 |
| Corinne Cléry      | Corinne Dufour               | Moonraker                     | Kisfalvi Krisztina | 29                 |
| Carole Bouquet     | Melina Havelock              | Szigorúan bizalmas            | Tóth Ildikó        | 24                 |
| Lynn-Holly Johnson | Bibi Dahl                    | Szigorúan bizalmas            | Árkosi Kati        | 23                 |
| Kim Basinger       | Domino Petacchi              | Soha ne mondd, hogy soha      | Kovács Nóra        | 30                 |
| Barbara Carrera    | Fatima Blush                 | Soha ne mondd, hogy soha      | Balázs Ági         | 32                 |
| Kristina Wayborn   | Magda                        | Polipka                       | Kéri Kitty         | 29                 |
| Tanya Roberts      | Stacey Sutton                | Halálvágta                    | Timkó Eszter       | 30                 |
| Grace Jones        | Mayday                       | Halálvágta                    | Tallós Rita        | 37                 |
| Maryam d’Abo       | Kara Milovy                  | Halálos rémületben            | Rudolf Teréz       | 27                 |
| Virginia Hey       | Rubavitch                    | Halálos rémületben            | nem beszél         | 35                 |
| Carey Lowell       | Pam Bouvier                  | A magányos ügynök             | Bognár Gyöngyvér   | 28                 |
| Talisa Soto        | Lupe Lamora                  | A magányos ügynök             | Horváth Lili       | 22                 |
| Izabella Scorupco  | Natalja Fjodorvna Szimjonova | Aranyszem                     | Détár Enikő        | 25                 |
| Famke Janssen      | Xenia Zaragevna Onatopp      | Aranyszem                     | Tóth Enikő         | 30                 |
| Michelle Yeoh      | Wai Lin                      | A holnap markában             | Tóth Ildikó        | 35                 |
| Teri Hatcher       | Paris Carver                 | A holnap markában             | Igó Éva            | 33                 |
| Denise Richards    | Dr. Christmas Jones          | A világ nem elég              | Madarász Éva       | 28                 |
| Sophie Marceau     | Elektra King                 | A világ nem elég              | Kökényessy Ági     | 33                 |
| Halle Berry        | Giacinta Johnson – Jinx      | Halj meg máskor               | Liptai Claudia     | 36                 |
| Rosamund Pike      | Miranda Frost                | Halj meg máskor               | Balázs Ági         | 23                 |
| Eva Green          | Vesper Lynd                  | Casino Royale                 | Németh Borbála     | 26                 |
| Caterina Murino    | Solange                      | Casino Royale                 | Pokorny Lia        | 29                 |
| Ivana Milicevic    | Valenka                      | Casino Royale                 | nem beszél         | 32                 |
| Olga Kurilenko     | Camille                      | A Quantum csendje             | Pikali Gerda       | 29                 |
| Gemma Arterton     | Fields                       | A Quantum csendje             | Huszárik Kata      | 22                 |
| Bérénice Marlohe   | Sévérine                     | Skyfall                       | Horváth Lili       | 33                 |
| Naomie Harris      | Eve Moneypenny               | Skyfall                       | Nádasi Veronika    | 36                 |
| Léa Seydoux        | Dr. Madeleine Swann          | Spectre – A Fantom visszatér  | Bozó Andrea        | 30                 |
| Léa Seydoux        | Dr. Madeleine Swann          | Nincs idő meghalni            | Bozó Andrea        | 34                 |
| Monica Bellucci    | Lucia Sciarra                | Spectre – A Fantom visszatér  | Tóth Enikő         | 51                 |
| Lashana Lynch      | Nomi                         | Nincs idő meghalni            | Pálmai Anna        | 32                 |
| Ana de Armas       | Paloma                       | Nincs idő meghalni            | Mikecz Estilla     | 31                 |

## Ellenfelek
| Színész                                        | Szerep                                                                     | Magyar hang                                                                                        | Film                          |
| ---------------------------------------------- | -------------------------------------------------------------------------- | -------------------------------------------------------------------------------------------------- | ----------------------------- |
| Joseph Wiseman                                 | Dr. No                                                                     | Tolnai Miklós                                                                                      | Dr. No                        |
| Lotte Lenya Robert Shaw Anthony Dawson         | Rosa Klebb Donald Grant Ernst Stavro Blofeld                               | Halász Aranka Koroknay Géza Pusztai Péter                                                          | Oroszországból szeretettel    |
| Gert Frobe Harold Sakata                       | Auric Goldfinger Oddjob                                                    | Horkai János (szerep szerint néma)                                                                 | Goldfinger                    |
| Adolfo Celi Anthony Dawson                     | Emilio Largo Ernst Stavro Blofeld                                          | Láng József Pusztai Péter                                                                          | Tűzgolyó                      |
| Donald Pleasence                               | Ernst Stavro Blofeld                                                       | Sinkó László                                                                                       | Csak kétszer élsz             |
| Telly Savalas Ilse Steppat                     | E.S. Blofeld Irma Bunt                                                     | Jakab Csaba Győri Ilona                                                                            | Őfelsége titkosszolgálatában  |
| Charles Gray Bruce Glover Putter Smith         | E.S. Blofeld Mr. Wint Mr. Kidd                                             | Szersén Gyula Balázsi Gyula Bácskai János                                                          | Gyémántok az örökkévalóságnak |
| Yaphet Kotto Julius W. Harris Geoffrey Holder  | Kananga / Mr. Big Tee Hee Baron Samedi                                     | Melis Gábor Juhász Tóth Frigyes Kardos Gábor                                                       | Élni és halni hagyni          |
| Christopher Lee Hervé Villechaize              | Francisco Scaramanga Nick Nack                                             | Dózsa László Csöre Gábor                                                                           | Az aranypisztolyos férfi      |
| Curd Jürgens Richard Kiel                      | Carl Stromberg Jaws                                                        | Rajhona Ádám nem beszél                                                                            | A kém, aki szeretett engem    |
| Michael Lonsdale Richard Kiel                  | Hugo Drax Jaws                                                             | Vass Gábor nem beszél                                                                              | Moonraker                     |
| Julian Glover Michael Gothard                  | Aristotle Kristatos Emile Leopold Locque                                   | Barbinek Péter nem beszél                                                                          | Szigorúan bizalmas            |
| Klaus Maria Brandauer                          | Maximilian Largo                                                           | Mihályi Győző                                                                                      | Soha ne mondd, hogy soha      |
| Louis Jourdan Kabir Bedi Steven Berkoff        | Kamal Khan Gobinda Orlov tábornok                                          | Mécs Károly; Sinkovits-Vitay András Szabó Sipos Barnabás; Helyey László Áron László; Forgács Gábor | Polipka                       |
| Christopher Walken Grace Jones                 | Max Zorin May Day                                                          | Csankó Zoltán; Rába Roland Fehér Anna; Tallós Rita                                                 | Halálvágta                    |
| Jeroen Krabbé Joe Don Baker Andreas Wisniewski | Georgi Koskov tábornok Brad Whitaker Necros                                | Tolnai Miklós; Uri István Koroknay Géza; Papp János Áron László; Holl Nándor                       | Halálos rémületben            |
| Robert Davi Benicio del Toro                   | Franz Sanchez Dario                                                        | Reviczky Gábor; Haás Vander Péter Felföldi László; Tzafetás Roland                                 | A magányos ügynök             |
| Sean Bean Famke Janssen Gottfried John         | Alec Trevelyan Xenia Zaragevna Onatopp Arkady Grigorovich Ourumov tábornok | Balkay Géza Tóth Enikő Fodor Tamás                                                                 | Aranyszem                     |
| Jonathan Pryce Götz Otto Ricki Jay             | Elliot Carver Stamper Henry Gupta                                          | Papp János Kaszás Attila Hankó Attila                                                              | A holnap markában             |
| Robert Carlyle Sophie Marceau                  | Victor „Renard” Sokas Elektra King                                         | Epres Attila Kökényessy Ági                                                                        | A világ nem elég              |
| Will Yun Lee / Toby Stephens Rick Yune         | Tan-Gun Moon ezredes / Sir Gustav Graves Zao                               | Zámbori Soma/Rékasi Károly Szabó Győző                                                             | Halj meg máskor               |
| Mads Mikkelsen                                 | Le Chiffre                                                                 | Kaszás Gergő                                                                                       | Casino Royale                 |
| Mathieu Amalric Jesper Christensen             | Dominic Greene Mr. White                                                   | Rajkai Zoltán Harsányi Gábor                                                                       | A Quantum csendje             |
| Javier Bardem                                  | Raoul Silva                                                                | Fekete Ernő                                                                                        | Skyfall                       |
| Christoph Waltz Dave Bautista Andrew Scott     | Franz Oberhauser / Ernst Stavro Blofeld Mr. Hinx Max Denbigh               | Csankó Zoltán Barabás Kiss Zoltán Rajkai Zoltán                                                    | Spectre – A Fantom visszatér  |
| Rami Malek Christoph Waltz                     | Lyutsifer Safin Ernst Stavro Blofeld                                       | Fehér Tibor Csankó Zoltán                                                                          | Nincs idő meghalni            |

## Filmzene
A James Bond-filmek jellegzetes témáját Monty Norman szerezte, a Dr. No-ig, utána John Barry szerezte legtöbbször a zenét a filmekhez, de alkalmanként mások is dolgoztak rajta, mint George Martin, Marvin Hamlisch és Bill Conti. Barry távozása után Michael Kamen, Eric Serra, David Arnold és Thomas Newman szerezték a zenét.
A külön a filmekhez készült főcímdalokat (címük emiatt legtöbbször az adott film címével azonos), a Dr. No kivételével (mivel ott még ilyen nem volt) mind a kor ismert előadói készítették és adták elő.
| Film                          | Dalcím                            | Előadó                       | Dalszövegíró           |
| ----------------------------- | --------------------------------- | ---------------------------- | ---------------------- |
| Dr. No                        | „The James Bond Theme”            | –                            | –                      |
| Oroszországból szeretettel    | From Russia with Love             | Matt Munro                   | Lionel Bart            |
| Goldfinger                    | Goldfinger                        | Shirley Bassey               | Leslie Bricusse        |
| Tűzgolyó                      | Thunderball                       | Tom Jones                    | Don Black              |
| Csak kétszer élsz             | You Only Live Twice               | Nancy Sinatra                | Leslie Bricusse        |
| Őfelsége titkosszolgálatában  | We Have All the Time in the World | Louis Armstrong              | Hal David              |
| Gyémántok az örökkévalóságnak | Diamonds Are Forever              | Shirley Bassey               | Don Black              |
| Élni és halni hagyni          | Live and Let Die                  | Paul McCartney and the Wings | Linda McCartney        |
| Az aranypisztolyos férfi      | The Man with the Golden Gun       | Lulu                         | Don Black              |
| A kém, aki szeretett engem    | Nobody Does It Better             | Carly Simon                  | Carole Bayer Sager     |
| Moonraker                     | Moonraker                         | Shirley Bassey               | Hal David              |
| Szigorúan bizalmas            | For You Eyes Only                 | Sheena Easton                | Michael Leeson         |
| Polipka                       | All Time High                     | Rita Coolidge                | Tim Rice               |
| Halálvágta                    | A View to a Kill                  | Duran Duran                  | Duran Duran            |
| Halálos rémületben            | The Living Daylights              | A-ha                         | A-ha                   |
| A magányos ügynök             | License to Kill                   | Gladys Knight                |                        |
| Aranyszem                     | Goldeneye                         | Tina Turner                  | Bono                   |
| A holnap markában             | Tomorrow Never Dies               | Sheryl Crow                  |                        |
| A világ nem elég              | The World Is Not Enough           | Garbage                      | Don Black              |
| Halj meg máskor               | Die Another Day                   | Madonna                      | Mirwais Ahmadzai       |
| Casino Royale                 | You Know My Name                  | Chris Cornell                | Chris Cornell          |
| A Quantum csendje             | Another Way To Die                | Alicia Keys és Jack White    | Jack White             |
| Skyfall                       | Skyfall                           | Adele                        | Paul Epworth           |
| Spectre – A Fantom visszatér  | Writing’s on the Wall             | Sam Smith                    | Sam Smith, Jimmy Napes |
| Nincs idő meghalni            | No Time to Die                    | Billie Eilish                | Billie Eilish          |

### Érdekességek
- Aranyat érő slágerek – A Bond-dalok nyomában
- „A McClory-dosszié” – Az 1983-ban készített „Soha ne mondd, hogy soha!” születésének körülményei
- „Sohase mondd, hogy joghurt” – Bond-színészek reklámszerepei

### A Bond-filmek utóélete
- Az írás nem elég – A Bond-filmek adaptáció-hullámai

### A Bond-lányokról
- A hős, a lányok és a nők – James Bond és a szebbik nem
- „A nevem Pussy Galore” – Bond-lányok a hatvanas években
- „Good Night, M!” – Bond-lányok a hetvenes években
- „Szóval ön a rejtélyes Octopussy?” – Bond-lányok a nyolcvanas években
- „Doktor. Jones. Christmas Jones.” – Bond-lányok a kilencvenes években
- „Bond-lányok az örökkévalóságnak”